# バンブ＝マラコフ駅
バンブ＝マラコフ駅（フランス語: Gare de Vanves - Malakoff）はフランスのオー＝ド＝セーヌ県ヴァンヴにある、フランス国鉄（SNCF）の鉄道駅。
乗り入れている路線は、線路名称上はパリ-ブレスト線であるが、当駅にはトランスリエンN線の電車のみが停車し、旅客案内ではN線とのみ案内されている。

## 歴史
1840年にパリ・モンパルナス駅とヴェルサイユ＝リヴ＝ゴーシュ駅間の路線が開通してから40年以上経った1883年10月1日に当駅が開業。
1934年に建てられた旅客棟は、20世紀鉄道建築遺産として登録されている。
2018年3月、当駅に昇降式ホーム柵を設置。2020年6月30日に試験運用開始し、7か月後の2021年2月に撤去された。

## 駅構造

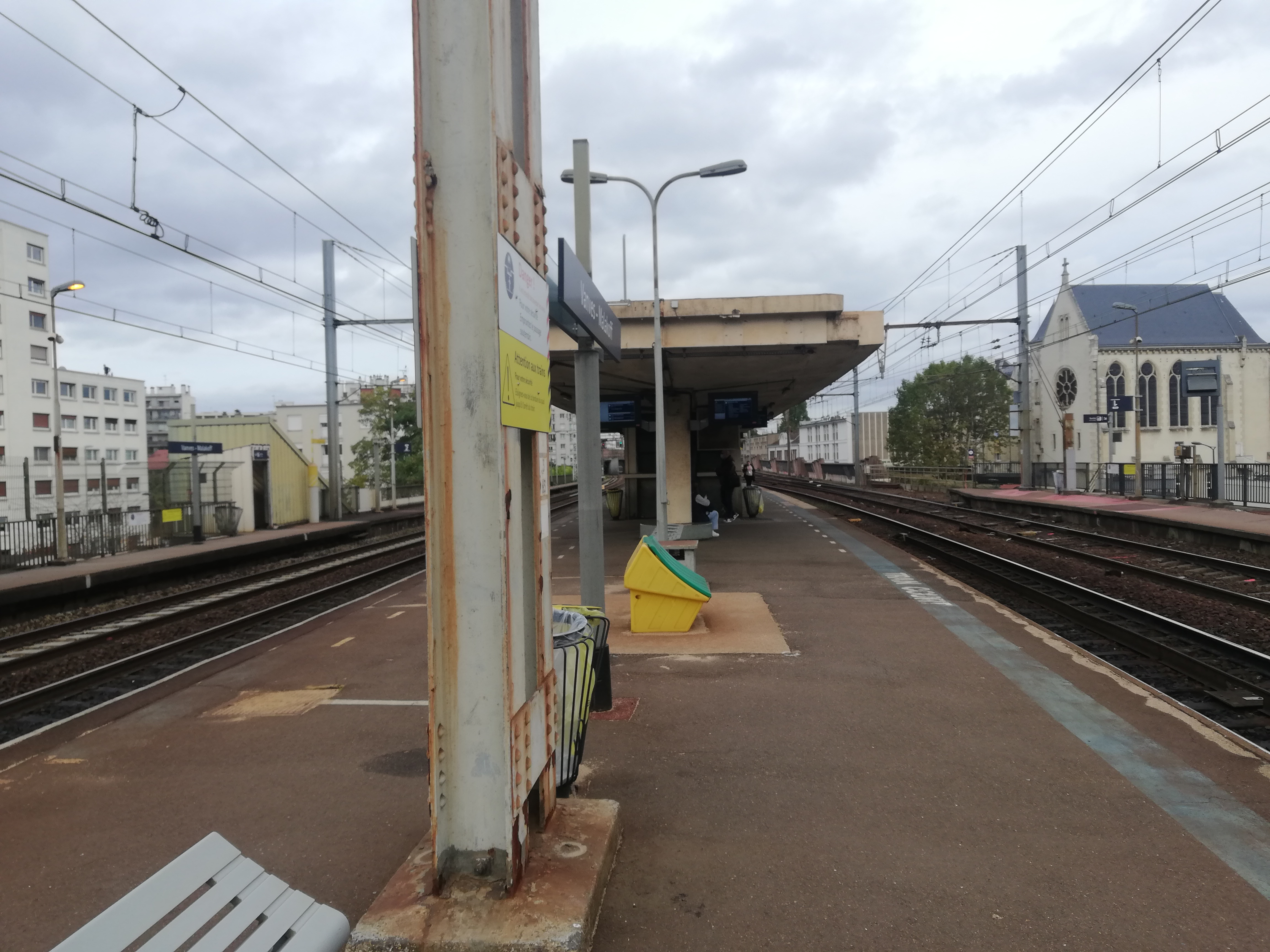
ホーム

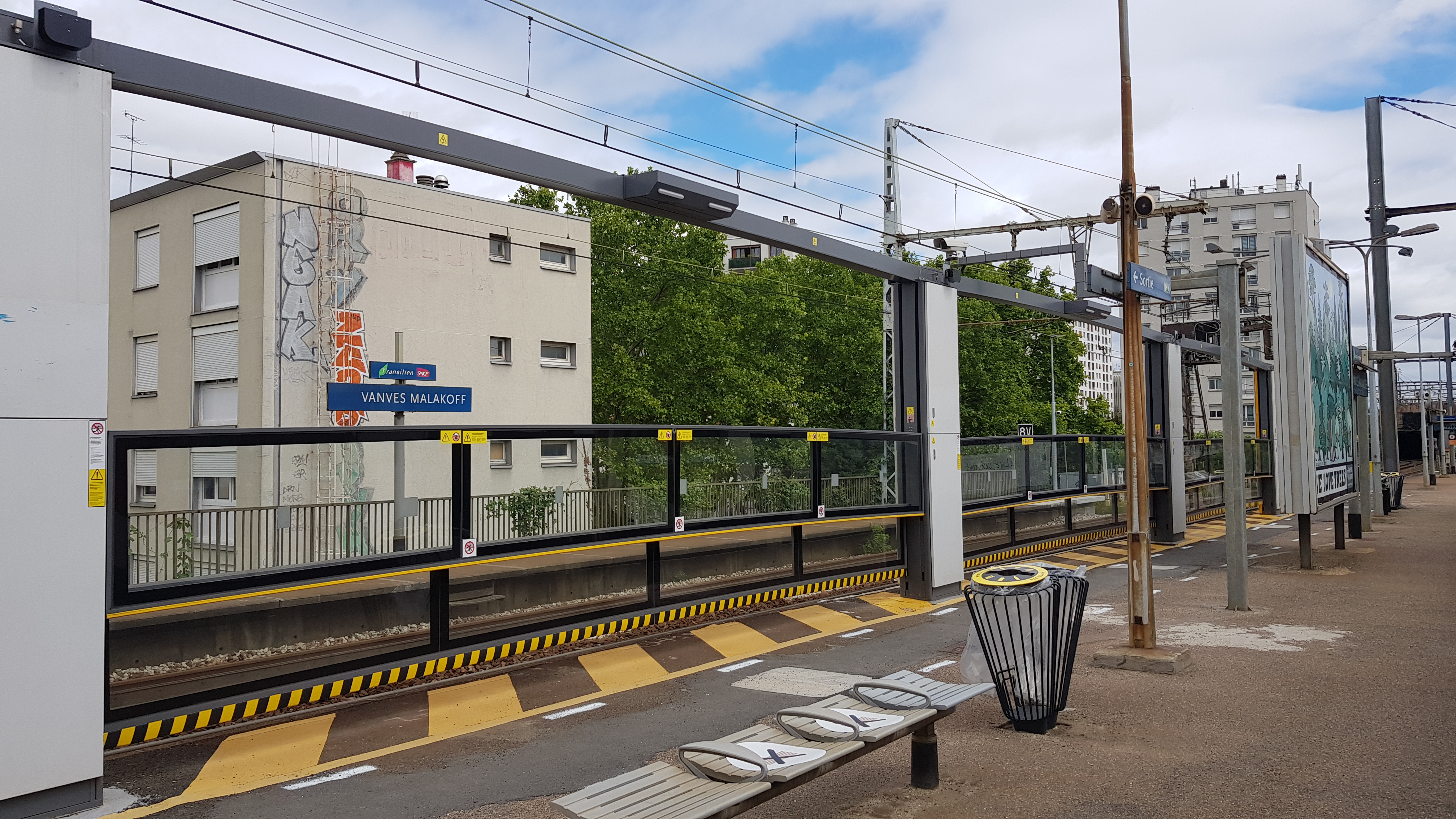
試験設置されていた昇降式ホーム柵

2面2線の相対式ホームが1面2線の島式ホームを挟み、合計3面4線を有する高架駅。通常電車が停車するのは島式ホーム側であり、相対式ホーム側はトラブル時や島式ホーム工事時のみ使用される。

## 利用状況
近年の年間乗降人員の推移は下表の通り。
| 年         | 2015      | 2016      | 2017      | 2018      | 2019      | 2020    | 2021    | 2022      | 2023      |
| ---------- | --------- | --------- | --------- | --------- | --------- | ------- | ------- | --------- | --------- |
| 年間乗降客 | 1,409,674 | 1,410,456 | 1,403,674 | 1,374,446 | 1,345,635 | 662,473 | 868,690 | 1,111,472 | 1,460,684 |

## 駅周辺
駅北側（ヴァンヴ側）
- インターマルシェ・エクスプレス（英語版、フランス語版） ヴァンブ
- ヴァンブ墓地（フランス語版）
- フレデリック＝ピック公園（フランス語版）

駅南側（マラコフ側）
- マラコフ・ヒューマニス（フランス語版）
- パルタジェ・デ・ヌゾー庭園
- クリスティアン・プラジェット・スポーツコンプレックス
- マラコフ墓地（フランス語版）

## 隣の駅
| トランスリエンN線                                                               | トランスリエンN線 | トランスリエンN線               |
| ------------------------------------------------------------------------------- | ----------------- | ------------------------------- |
| クラマール駅 ランブイエ方面 プレジール＝グリニョン方面 マント＝ラ＝ジョリー方面 |                   | モンパルナス駅 モンパルナス方面 |